# Âm nhạc Hungary
Hungary có nhiều đóng góp cho nhạc dân gian, nhạc quần chúng và nhạc cổ điển. Nhạc dân gian Hungary là một phần nổi bật của bản sắc dân tộc và tiếp tục đóng vai trò lớn trong nền âm nhạc Hungary. Nền âm nhạc nước này còn hoạt động mạnh ở khu vực Szabolcs-Szatmár và miền tây nam của Transdanubia. Lễ hội Busójárás ở Mohács là một sự kiện nhạc dân gian lớn của Hungary, từng có sự hiện diện của dàn nhạc lâu đời và được nhiều người ca tụng là dàn nhạc Bogyiszló.
Nhạc cổ điển Hungary từ lâu đã là một "thử nghiệm được sáng tạo bởi những tiền nhân của Hungary và trên mảnh đất Hungary, nhằm tạo ra một nền văn hóa âm nhạc có ý thức [sử dụng] thế giới âm nhạc của ca khúc dân gian". Mặc dù tầng lớp thượng lưu Hungary từ lâu đã có những kết nối về mặt văn hóa và chính trị h với phần còn lại của châu Âu, dẫn đến sự ra đời của hàng loạt những ý tưởng nhạc châu Âu, thì những người dân nông thôn vẫn duy trí những truyền thống của riêng họ, để rồi đến cuối thế kỉ 19 các nhà soạn nhạc Hungary có thể dựa vào nền âm nhạc nông thôn để tái tạo phong cách cổ điển của Hungary. Ví dụ, Béla Bartók và Zoltán Kodály- hai nhà soạn nhạc nổi tiếng nhất của Hungary được ghi nhớ vì đã sử dụng những bản nhạc hiệu dân gian trong âm nhạc của họ. Bartók tập hợp những bài hát dân gian từ khắp Trung và Đông Âu, trong đó có các nước Cộng hòa Séc, Ba Lan, Romania và Slovakia, còn Kodály thì lại quan tâm đến việc tạo ra một phong cách âm nhạc Hungarian mang bản sắc riêng.
Trong thời kì Cộng sản trị vì ở Hungary (1949–1989), một Ủy ban Ca khúc đã lùng sục và kiểm duyệt nhạc quần chúng nhằm truy dấu hệ tư tưởng bị heon ố và có ý đồ mưu phản. Tuy nhiên, kể từ đó, ngành công nghiệp âm nhạc Hungary đã bắt đầu phục hồi, cho ra đời những nghệ sĩ biểu diễn thành công ở thể loại jazz như nghệ sĩ kèn trumpet Rudolf Tomsits, nhà soạn nhạc kiêm nghệ sĩ piano Károly Binder và những người theo hình thái hiện đại hóa của nhạc dân gian Hungary là Ferenc Sebő và Márta Sebestyén. Ba gã khổng lồ của nền nhạc rock Hungary gồm Illés, Metró và Omega hiện vẫn rất nổi tiếng, đặc biệt là Omega với lượng người hâm mộ ở Đức và nhiều nơi khác nữa cũng như ngay trong lãnh thổ Hungary. Những ban nhạc underground lâu đời hơn như Beatrice từ thập niên 1980 vẫn còn giữ được sức hút.